# اوگو سرونی
اوگو سرونی (انگلیسی: Ugo Cerroni; ۱۵ مارس ۱۹۱۵ – ۲۸ ژوئیه ۱۹۷۸) بازیکن فوتبال اهل ایتالیا بود.
از باشگاه‌هایی که در آن بازی کرده‌است می‌توان به باشگاه فوتبال آ.اس. رم و باشگاه فوتبال فیورنتینا اشاره کرد.